# Малинче
Малинаљи Тенепатл (шп. Malinalli Tenépatl), позната и као Малинцин (шп. Malintzin), Малинче (шп. la Malinche) односно доња Марина (шп. Doña Marina) је била припадница астечког народа која је током шпанских освајања Мексика служила Ернану Кортесу као преводилац, посредник, а вероватно и као саветник у односима између Шпанаца са домородачким Астецима и Мајама.
У Кортесову службу доспела је као робиња 1519, заједно са још 20 других жена које су на поклон шпанском конкистадору даровали поглавице аутохтоних племена из данашње државе Табаско. За кратко време овладала је шпанским језиком те постала Кортесова љубавница родивши му најстаријег сина који спада у прву генерацију местика рођених на тлу данашњег Мексика.
Сматра се да је њена улога у шпанском покоравању Астека била изузетно велика. Њена историјска улога у мексичкој историји и традицији мењала се током времена у складу са друштвеним и историјским променама у мексичком друштву. Са једне стране често је приказивана као отелотворење издаје и сплеткарења, док се са друге стране сматра симболичком мајком новог Мексика. Једни јој приписују издају властитог народа у толикој мери да се у Мексику термином малинчиста (malinchista) означава сваки нелојални Мексиканац, док други њену улогу у том историјском периоду тумаче као личну жртву у борби за властити народ.

## Биографија
Малинче је вероватно рођена око 1496. године (у појединим изворима се наводе и 1502. и 1505) у подручју око данашњег града Коацакоалкоса у држави Веракруз, у пограничном подручју између државе Астека и мајанског царства Јукатана. Рођена је вероватно у племићкој породици, а име Малинаљи потиче од астечке богиње траве. У детињству је била веома говорљива и живахна због чега је добила и надимах Тенепал (Tenepal). Након смрти оца и преудаје њене мајке Малинаљи је као девојчица била продата у робље мајанским трговцима из Хисаланга.
Након што су Кортесови конкистадори поразили Маје у марту 1519, поглавица из Потончана је конкистадору као знак покорности послао 20 младих девојака, нешто злата и других драгоцености.. Међу тим девојкама била је и Малинаљи за коју се претпоставља да је у то време имала не више од 20 година. Све девојке које су као робиње предате Шпанцима требало је да раде на плантажама кукуруза, а сам Кортес је лично инсистирао да све буду одмах крштене и тако је Малинцин постала Марина 1519. године. Бернал Дијаз дел Кастиљо који је у то време био у походу заједно са Кортесом, описао је Малинцин као девојку велике лепоте и љупкости и једину робињу чије је име запамтио. Управо њена лепота је и била разлог због ког је Кортес желео да Малинцин као поклон уступи свом најхрабријем и најоданијем војсковођи Алонсу Пуертокареру. Међутим пошто је Пуертокареро у то време управо био напустио Америку и кренуо ка Европи, Кортес је одлучио да задржи Малинцин увидевши предности њеног одличног познавања језика наватл и мајатан.
Некако у исто време када је Малинцин доспела у контакт са Кортесом из мајанског заробљеништва ослобођен је и извесни монах Херонимо де Агилар који је након бродолома крај обала Јукатана дуго времена провео међу Мајама. Агилар је имао одређено знање мајатана, али не и наватла. Све док Малинцин није овладала шпанским језиком она је преводила са наватла на мајатан, а потом је Агилар преводио на шпански. Малинцин је била та која је Монтезуминим куририма на њиховом матерњем језику означила Кортеса као врховног шпанског заповедника. Убрзо је она постала и једини Кортесов тумач и спона у контактима са индијанским народима и увек га је пратила у стопу. На свим астечким кодексима тога времена Малинцин је увек представљана одмах иза Кортеса. Индијанци из Тласкале који су били у војном савезу са Кортесовим конкистадорима у борби против Монтезуме, обоје су означавали заједничким именом Малинцин.
Малинцин је међу Шпанцима имала далеко важнију улогу од обичног тумача. Сазнавши за заверу коју су Астеци из Чолуле спремали против Шпанаца, Малинцин је обавестила Кортеса о том чину и штавише помогла кон кистадорима да избегну замку и поразе Астеке. Резултат њеног чина био је покољ у Чолули и спаљивање града који је у то време био други астечки центар по важности, после Теночтитлана.
Многи савременици тог доба су писали како је Кортес био истински заљубљен у Малинцин, а плод њихове интимне везе био је његов најстарији син Мартин рођен 1522. године. Све до 1524. Малинцин је живела заједно са Кортесом, прво у Којоакану, а доцније и у Мексико Ситију који је подигнут на рушевинама некадашње астечке престонице Тоночтитлана (спаљене 1521. године). Иако заљубљен у њу, Кортес се никада није венчао са Малинцин превасходно јер тадашње црквене власти нису дозвољавале таква венчања, а из истог разлога Мартина је признао као законитог сина тек 1529. уз дозволу тадашњег папе Климента VII. Малинцин се око 1524. удала за шпанског племића Хуана Харамиља у граду Оризаба у централном Мексику. Малинцин је 1524. по Кортесовом налогу заједно са осталим конкистадорима отишла у Хондурас где је избила побуна домородачких племена, а где је она служила као тумач.
Део из Малинцине биографије након тог одласка у Централну Америку остаје потпуно непознат. Већина историчара сматра да је Малинцин преминула од епидемије великих богиња највероватније 1529. године, а као доказ томе наводе и податке о њеном супругу који је настојао поново да се ожени након њене наводне смрти. Међутим историчар Хју Томас у својој књизи „Освајања“ на основу неких писама које је открио у Шпанији а која је писао њен син, тврди да је Малинцин била жива 1550, и као време њене смрти наводи период после 1551. године. Њен син Мартин је од своје друге до шесте године боравио код очеве родбине у породици Хуана Алтамирана, након чега је заједно са оцем отишао у Шпанију.

### Улога у освајању Мексика
Иако је сама улога тумача имала веома важну улогу у контакту између конкистадора и локалних племена, Малинче је судећи по сведоцима имала далеко већи и значајнији утицај у процесу шпанског освајања Мексика и покоравању Астека и Маја. Бернал Дијаз дел Кастиљо је у својој Историји освајања Нове Шпаније (Historia Verdadera de la Conquista de la Nueva España) у више наврата и са великим поштовањем говорио о Малинцин, увек користећи титулу доња (шп. doña — госпођа) када је о њој била реч.
Без помоћи доња Марине никада не бисмо схватили значење древних језика Нове Шпаније и Мексика
Конкистадор Родригез де Окана је записао Кортесове речи: „После Оца нашег небеског, доња Марина је била главни разлог нашег успеха у Мексику.“
Још су значајнији домородачки записи о њеној улози у поменутим догађајима. На свим астечким цртежима из тог периода Кортес је готово увек приказиван са Малинцин у позадини, а често се и она сама помињала у неким од окрутнијих догађаја, какав је на пример био покољ у Чолули, што сведочи о њеној великој и значајној историјској улози. Због свега тога и данас се у Мексику користи термин малинчиста, а који се у пежоративном смисли односи на све оне који олако одустају од властите културе и традиције и прилагођавају се новим ветровима. Чињеница је да би без њене помоћи конкистадорима требало знатно више времена у борбама са Астецима и Мајама, а самим тим би и број жртава међу освајачима био већи. Због тога је многи сматрају и издајницом властитог народа.
Неки историчари пак сматрају да је Малинцин својим поступцима спасила своје сународнике од хегемоније Астека, те да је утицала на Кортеса да буде хуманији према њима. Такође је сматрају и важном кариком у ширењу хришћанства међу домородачким народима.

## Улога у савременом мексичком друштву
Малинцин лик је постао својеврсан митски архетип који латиноамерички уметници радо користе у различитим уметничким формама, а њено име прожима се кроз историјске, културолошке и социјалне димензије комплетне латиноамеричке културе. Пореде је са Девицом Маријом, Ла Љороном (митском девојком која плаче над судбином својих синова) па све до храбрих мексичких солдадераса, храбрих девојака и жена које су се током мексичке револуције бориле раме уз раме са мушкарцима.
Њено наслеђе представља мешавину мита и стварности и прелази у легенду, легенду о храброј жени која је за једне мајка мексичке нације, а за друге издајица најгоре врсте ла чингада, која је зарад личних интереса издала и продала властити народ.

## У популарној култури
Марина се појављује као један од протагониста у шпанско-мексичкој серији Ернан из 2019. кодине.